# Nachal Mišma
Nachal Mišma (hebrejsky נחל משמע) je vádí v jižním Izraeli, v centrální části Negevské pouště.
Začíná v pouštní krajině v nadmořské výšce okolo 600 metrů v pohoří Harej Dimona západně od města Dimona. Směřuje pak k západu. Podchází dálnici číslo 25 a železniční trať Beerševa - Dimona. Vede skrz rozptýlené beduínské osídlení a ústí zprava do vádí Nachal Aro'er.